# Richard Dotzauer
Richard Jacob rytíř von Dotzauer (25. července 1816 Kraslice – 31. května 1887 Praha) byl český podnikatel, obchodník a významná osobnost veřejného života. V 2. polovině 19. století poslanec Českého zemského sněmu.

## Rodina a profese
Původně mlynářský rod Dotzauerů se v Kraslicích údajně usadil již koncem 16. století z Bavorska. Úředně je doložen od přelomu 17. a 18. století, kdy se zde jako první člen rodu připomíná Georg (cca 1631–1706).
Jeho otec Johann Florian Dotzauer (1788–1851) vystudoval v Chebu gymnázium a později pokračoval ve studiu medicíny ve Vídni a Praze, které ale nedokončil. Stal se chirurgem c. k. armády, prodělal řadu vojenských tažení a roku 1813 byl dokonce přidělen k polnímu špitálu ruské armády, která tehdy operovala v Čechách. Roku 1813 se v Kraslicích oženil s Annou Marií Köhlerovou (1790–1843). O dva roky později koupil v tomto městě lékárnu U orla. Byl velkým kraslickým patriotem. Napsal knihu „Místopis města Kraslice a přilehlých obcí roku 1821“ (Topographie der Stadt Graßlitz sammt Ortschaften im Jahre 1821), kterou ale vydal až roku 1870 jeho syn Richard.
Protože starší Richardův bratr Adolf byl předurčen k tomu, aby převzal otcovu lékárnu U orla, Richard se měl stát obchodníkem. Nejprve navštěvoval obecnou školu v Kraslicích, dále krátce gymnázium v Chebu a roku 1832 nastoupil tříleté učení ve Vídni, kde ale vážně ale onemocněl a nepodařilo se mu získat výuční list. Proto z metropole odešel a roku 1836 nastoupil do obchodu s koloniálním zbožím v Prešpurku. Zásadní význam pro něj ale měla pro práce vídeňského velkoobchodníka Alexandra Schoellera, do jehož firmy nastoupil v říjnu 1839 jako obchodní cestující.
Často přitom zavítal do Prahy, kde se seznámil se svou vzdálenou příbuznou Eleonorou Dotzauerovou (1821–1914) a roku 1844 se s ní v staroměstském kostele sv. Havla oženil. Současně Richard začal pracovat v tchánově podniku, který obchodoval s látkami a barvivy, krátce po svatbě se stal společníkem jeho firmy. Protože původní sídlo firmy Josefa Dotzauera, dům čp. 492 v Železné ulici, přestal potřebám podniku dostačovat, koupil Richard roku 1854 dům čp. 1009/II v blízkosti nádraží, celnice a pošty, který pro něj roku 1856 novogoticky přestavěl postavil architekt Josef Niklas.
Úkolem Dotzauera bylo vyhledávání nových odbytišť pro prodej indigem barvených látek. Během krátké doby získal mnoho nových odběratelů v Uhrách, Chorvatsku a Sedmihradsku.
V roce 1844 udělil Josef Dotzauer svému zeti právo prokury a od té doby řídil Richard Dotzauer společnost sám. Sám rovněž uzavíral a kontroloval veškeré finanční transakce. Rozvoj společnosti přibrzdily revoluční události v roce 1848, ale Richard Dotzauer situaci zvládl a v porevolučních letech dokázal velkoobchod rozvíjet. Na Silvestra 1849 uzavřel s tchánem společenskou smlouvu a na Nový rok 1850 vznikla společnost Jos. Dotzauer&Comp. V době prvního krachu na burze na konci 50. let 19. století přišel Dotzauer až o polovinu svého jmění, přesto krizi zvládl. Pro úspěšné podnikání však potřeboval více peněz. Problémy rakouské měny však ovlivňovaly jeho obchody. Zásadní roli sehrály německé banky, u kterých se mu podařilo vyjednat lepší podmínky, než které nabízely banky v Praze. Na konci 60. let 19. století zasáhla Evropu další hospodářská krize a hospodářský pokles v celé Evropě prohloubil nestabilitu rakouské měny, propad kurzu negativně ovlivnil nákup zboží ze zahraničí. Po návštěvě Schwarzenberských knížecích cukrovarů na podzim roku 1858 a podpisu smlouvy začaly do jeho velkoobchodu docházet zásilky cukru. Dotzauer dokázal prodat ročně až 3 tisíce tun cukru. Velkoobchod Richarda Dotzauera prodával i francouzské šampaňské víno, dovážené z panství velkovévody Alfreda de Montebello.
Rytíř Dotzauer zemřel bezdětný roku 1887 v Praze, byl pohřben v mohutné kaplové hrobce na Olšanských hřbitovech. Univerzální dědičkou se stala jeho žena Eleonora. Ve spisu pozůstalostního řízení se uvádí, že jeho pozůstalost, rozdíl mezi aktivy a pasivy, činila více než 70 tisíc zlatých. V závěti pamatoval Dotzauer na rodné město Kraslice, kterému odkázal 5 000 zlatých, kraslickému chudobinci dokonce 30 000 tisíc zlatých.

## Veřejná kariéra
Do veřejného života se Dotzauer zapojil zřejmě poprvé roku 1845 v souvislosti s přípravou plesu, konaného na Žofíně, u příležitosti otevření státní dráhy.
V roce 1846 se vstoupil do Jednoty pro povzbuzení průmyslu v Čechách, jež byla z iniciativy hraběte Chotka založena roku 1833 s cílem podporovat rozvoj obchodu a živností. Záhy se stal sekretářem pro obchodní záležitosti, v letech 1846–1860 byl členem předsednictva Jednoty a měl na starost oblast ekonomie a obchodu. Pracoval dalších důležitých orgánů. V reakci na nacionalizaci veřejného života v roce 1860 z organizace vystoupil. Na konci 40. let byl Dotzauer uznávanou pražskou osobností, což se projevilo i roku 1848, kdy byl jmenován hejtmanem pražské Národní gardy.
Od roku 1861 se podílel se na spolkovém životě Němců v Praze jako jeden ze zakladatelů Německého Casina, kde byl v roce 1962 zvolen provizorním předsedou spolku.
Významnou pozici získal Richard i v pražské obchodní a živnostenské komoře, která stejně jako ostatní vznikla na základě zákona roku 1850. Jeho počátky v organizaci nebyly ovšem zrovna lehké. Angažoval se totiž ve sporu o obsazení úřadu prvního prezidenta komory a protestoval proti jmenování svého vzdáleného příbuzného Johanna Riedlovi (1801-1858), pozdějšího šlechtice Riedla von Riedenstein. Roku 1862 se však stal viceprezidentem a roku 1874 prezidentem této organizace. Znova byl zvolen prezidentem komory v roce 1879.
Protože k podnikání ve velkém byl nezbytný úvěr, začal se Richard angažovat i v bankovnictví. V roce 1863 se podílel na založení České eskontní banky a zasedal v její správní radě, byl také ředitelem Hypoteční banky království Českého a řadu let působil jako předseda správní rady České banky Union a dalších podniků.

## Podpora vKrušnohoří
V roce 1870 podpořil vydání díla svého otce Johanna Floriana „Topographie der Stadt Graßlitz sammt Ortschaften im Jahre 1821“
Podporoval činnost německých spolků jako byl Spolek pro dějiny Němců v Čechách, dále pražský mužský pěvecký sbor, či německé turistické spolky v českých zemích. Působil v centrálním komitétu pro povzbuzení živnostenské činnosti v Krušných horách a Krkonoších. Od roku 1877 byl předsedou tohoto spolku.
Zasloužil se na zřízení hudebně - nástrojářské školy, školy výšivek, měšťanské školy či chudobince v Kraslicích a houslařské školy v Lubech. Prosadil stavbu železnice z Prahy do Chebu a lokálních tratí z Chomutova do Vejprt a ze Sokolova do rodných Kraslic. V roce 1887 založil muzeum v Kraslicích ze svých soukromých sbírek. V Kraslicích stála na jeho počest bronzová socha, která byla zničena po druhé světové válce. V roce 2023 mu byla odhalena pamětní deska na místě zničené sochy na Náměstí 28. října.

## Mecenáš umění
Jako president Obchodní a živnostenské komory se v letech 1874-1883 zasazoval o vznik Uměleckoprůmyslové muzeum v Praze a ještě před jeho zřízením v roce 1879 daroval do jeho rodících se sbírek 18 knižních vazeb po svých rodičích; od jeho vzniku v roce 1885 až po stavbu vlastní budovy hlasoval pro jeho podporu. Jeho jméno je také uvedeno mezi zakladateli na pamětní desce ve vestibulu muzea.

## Ocenění

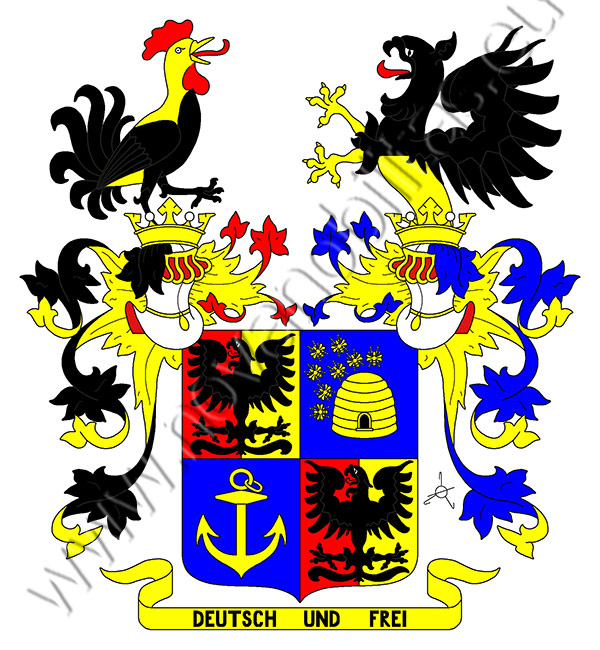

Císař František Josef I. mu 26. října 1866 udělil Řád železné koruny III. třídy, na jehož základě požádal Dotzauer o povýšení do rytířského stavu. Titul mu byl udělen listinou z 12. března 1867 a zároveň získal erb:
Čtvrcený štít. 1. a 4. červeno – zlatě polceno s černou orlicí s červeným jazykem. 2. v modrém štítě je zlatý úl, k němuž se slétají zlaté včely. 3. v modrém je zlatá kotva. Na štítě spočívají dvě korunované turnajské přílby. Klenoty: I. přirozený, zlatě a černě zbarvený kohout, přikryvadla černo – zlatá, červeno – zlatá; II. černo – zlatě dělený gryf s červeným jazykem. Pod štítem se vine zlatá páska s černou devizou DEUTSCH UND FREI.
Později byl Dotzauer oceněn ještě komturským křížem Řádu Františka Josefa.
Ještě za jeho života udělilo Dotzauerovi čestné občanství 22 měst severozápadních Čech. V roce 1912 byl na Náměstí 28. října v Kraslicích (tehdy Nosticovo náměstí) odhalen Dotzauerův pomník..